# Savelborn
Savelborn (en luxemburguès: Suewelbuer; en alemany:  Savelborn) és una vila de la comuna de Vallée de l'Ernz situada al districte de Diekirch del cantó de Diekirch. Està a uns 24 km de distància de la ciutat de Luxemburg.

## Història
Abans d'1 de gener de 2012, Savelbornformava part de la comuna de Medernach  que es va dissoldre durant la creació de la nova comuna de Vallée de l'Ernz. Una petita part de la població pertany a la comuna de Waldbillig.